# ブルークリスマス
『ブルークリスマス』は、1978年（昭和53年）11月23日に公開された日本映画。実際のプリントのタイトルには、英語副題の「ブルークリスマス　BLOOD TYPE：BLUE」が添えられている。倉本聰のオリジナルシナリオ『UFOブルークリスマス』を東宝映画の製作と岡本喜八監督の演出により、映画化した作品である。
アメリカ映画『スター・ウォーズ』によるSFX映画ブームの渦中にあって、特撮映画の本家である東宝が「特撮を一切使わないSF映画」を目指した意欲作として知られる。
カラー、スタンダード・サイズ。

## あらすじ
1978年。国際科学者会議で突然、UFOの実在を訴えた兵藤博士が直後に失踪した。国営放送の報道部員である南一矢は博士の行方を追ううちに、世界各地に青い血を持つ人間が急増している事実を知る。彼らは普通に生まれて来た人間だが、UFOと遭遇したことによって血が青く変質したのだ。
国防庁特殊部隊員の沖退介は、東京で理髪店の女性店員の西田冴子に一目惚れしてアプローチをかけた直後、UFOの目撃が相次ぐ北海道に派遣された。各国の政府はUFOの存在を認識し、隠匿していたのだ。UFOは現れては消えるのみで、青い血になった人々は性格が穏やかになるなどの良い影響を受けていた。
南は兵藤博士がアメリカ大統領直属のブルーノート（UFO調査の極秘機関）にいるという情報を得て、アメリカに飛ぶ。極秘で接触して来た兵藤博士は南に「青い血が危険だという根拠は無い。しかし、各国首脳は青い血の人間に対する恐怖を人々に植え付けている」と語り、直後に何者かに拉致される。帰国した南も事実の報道を政府の圧力で阻止され、パリ支局に移動させられてしまう。
日本政府は血液点検制度を強引に立法化し、青い血の国民は患者として隔離されることになった。しかし、実際の行き先は強制収容所だったうえ、異星人だと疑われた彼らには残酷な生体解剖やロボトミー手術が施された。
超能力を持つと評判の人気ロックバンド「ヒューマノイド」は、クリスマス・イブに何かが起こると予言した。それは宇宙人の仕業ではなく、ナチズムの復活を望む人間による謀略だという。UFOや青い血に対する恐怖は、民衆を制御しやすくするための目眩ましだったのだ。予言の直後、「ヒューマノイド」のメンバーは飛行機事故に遭い、全員が死亡した。南がパリで再会した兵藤博士もロボトミー手術によって廃人にされ、口を塞がれていた。
沖は冴子と恋仲になるが、彼女は青い血の持ち主だった。悩みながらも沖が冴子との結婚を望むなか、クリスマス・イブの夜に沖は青い血の人々を一掃する作戦への出動を命じられる。その作戦中、冴子を射殺した沖は特殊部隊に銃口を向け、銃撃されて果てるのだった。

## キャスト
- 沖退介[4][5]（国防庁特殊部隊員） - 勝野洋
- 西田冴子[4][5]（麻布理髪店店員） - 竹下景子
- 西田和夫[5]（冴子の兄、タクシー運転手） - 田中邦衛
- 南一矢[4][5]（国営放送JBC報道部員） - 仲代達矢
- 南夫人 - 岡本みね子（ノンクレジット）
- 南修（南の息子） - 松田洋治
- 兵藤光彦[4][5]（科学者） - 岡田英次
- 兵藤夫人[4][5] - 八千草薫
- 木所[4][5]（芸能記者） - 岡田裕介
- 高松夕子[4]（女優、木所の恋人） - 新井春美
- 五代報道局長[4][5]（JBC） - 小沢栄太郎
- 竹入論説委員[4][5]（JBC） - 大滝秀治
- 沼田報道部長[5]（JBC） - 中条静夫
- 吉池理事[5]（JBC） - 島田正吾
- 鈴木理事（JBC） - 松本克平
- 城制作局長（JBC） - 永井智雄
- 原田[4]（国防庁パイロット） - 沖雅也
- 沢木（特殊部隊隊長） - 高橋悦史
- 岡村（特殊部隊隊員） - 潮哲也
- 相場修司（国防庁次官） - 芦田伸介
- 宇佐美幕僚長 - 中谷一郎
- 特殊部隊師団長 - 今福正雄
- 特殊部隊司令官 - 稲葉義男
- 田村方面軍司令 - 武内亨
- 代議士風の男[5] - 天本英世
- 代議士の側近 - 岸田森
- 順心堂病院院長 - 神山繁
- 喫茶店の女 - 大谷直子
- 喫茶店の店員 - 福崎和広
- 男1（地下組織） - 草野大悟
- 男2（地下組織） - 伊藤敏孝
- 麻布理髪店・店員 - 小鹿番
- タクシー運転手 - 堺左千夫
- 中本助手 - 小川真司

## スタッフ
- 製作 - 嶋田親一、垣内健二、森岡道夫
- 脚本 - 倉本聰
- 音楽 - 佐藤勝
- 主題歌 - Char「ブルークリスマス」（作詞 - 阿久悠、作曲 - 佐藤勝）
- 撮影 - 木村大作
- 美術 - 竹中和雄
- 録音 - 田中信行
- 照明 - 小島真二
- 編集 - 黒岩義民
- 製作担当者 - 森知貴秀
- 整音 - 東宝録音センター
- 効果 - 東宝効果集団
- 監督 - 岡本喜八

## 登場兵器
国防庁
- 1/4tトラック
- 常駐警備車
- F-104J戦闘機
- UH-1B多用途ヘリコプター
- XM177短機関銃
- 11.4mm短機関銃M3A1
- MP40短機関銃

アメリカ軍・政府
- ミッドウェイ級航空母艦「ミッドウェイ」
- UH-1汎用ヘリコプター
- XM177短機関銃
- M36拳銃

その他
- UZI短機関銃
- XM177短機関銃
- MP40短機関銃

## 制作

### 映画化の経緯
倉本聰のオリジナルシナリオは、UFOと地球人類の遭遇そのものよりも、それによってもたらされる変化を異物として排除しようとする国家の謀略に重点を置いた政治ドラマである。その謀略は、最終的には軍事力による青い血の人間根絶で達成されるが、その過程として倉本は、放送メディアを利用した政治的プロパガンダを執拗（）に描く。
倉本のシナリオは製作の前年に『キネマ旬報』に掲載され、それを当時東宝映像の社長だった田中友幸が目に留めたことが製作の契機になっている。田中は東宝特撮映画のプロデューサーであると同時に、『マタンゴ』（1963年）のころにはSF作家を招いた企画会議を開催するなど大のSFマニアとしても知られる人物であり、そうした性格が東宝のお家芸である特撮とは縁遠い倉本の脚本を「SFとして面白ければ」として受け入れる英断につながった。
岡本喜八の起用は長年コンビを組んできた田中の要望によるものだったが、岡本自身UFOとの遭遇を常に夢見ているような性格だったという。岡本は映画の公開に併せて出版されたシナリオ本の序文で、1977年のクリスマス・イブに倉本の脚本を思いがけない「プレゼント」として喜んで受け取ったことを述懐している。また、即座にカメラマンを手配してクリスマスの実景を撮りまくった。しかし、「脚本の改変一切不可」という倉本の要望には岡本も相当難色を示したという。岡本は倉本の脚本を「電話帳のように分厚く、世界各地でロケ撮影をしなきゃいけない、莫大な予算と労力がかかる脚本」であり、一時は映画よりもテレビドラマでやるべきと不平をもらしたこともあった。しかし、倉本と協議した結果、アメリカ大統領と国務長官が青い血の人間の処理を画策するホワイトハウスのシーンと、暴走族が特殊部隊に襲撃される北海道のシーンをカットすることで、岡本は映画を完成させる自信を得ることとなった。脚本を一言一句変えてはならないという倉本の言葉に従ってこれらのシーンを実際に撮影し、編集時にカットしたのは岡本の意地であった。なお、一般には仲代達矢主演の第一部が岡本タッチであり、第二部の勝野洋と竹下景子のラブストーリーが倉本タッチと言われているが、むしろ後者の方に岡本タッチが如実に現われていると本人は語っている。人類の存続がかかるようなレベルの主人公を国営放送の職員にする設定は、倉本のNHK大河ドラマ『勝海舟』での恨みから来るものと見られる。

### 撮影
1978年4月ー5月、国内ロケ。中程で南一矢（仲代達矢）がアメリカニューヨークで兵藤博士（岡田英次）を捜索するシーンで、1978年4月の日めくりカレンダーがめくられるが、実際のアメリカロケはパリなどヨーロッパロケと合わせて、1978年5月17日から6月2日まで行われた。クランクアップは1978年6月。
竹下景子と田中邦衛は、本作品で初めて倉本聰の脚本作品に出演した。本作品では兄妹役であったが、『北の国から』では義理の兄妹役を演じている。一方、倉本ドラマにレギュラー出演している俳優では、中条静夫が『6羽のかもめ』と同じくテレビ局員の役で、『うちのホンカン』の大滝秀治はイメージを変えて謎めいた解説委員の役で出演している。なお、『北の国から』で原田美枝子がUFOに吸い込まれる幻想シーンは、本作品で竹下がUFOと遭遇するシーンと同じく光線だけで表現している。
国内ロケとしてはエンドロールに「札幌全日空ホテル（ANAクラウンプラザホテル札幌）」と表示されるため、たくさんあるホテルのシーンは同所と見られる。劇中はっきり分かるのはデモ行進は西新宿、エンディング近くのクリスマス時期の街の光景を映すシーンでは、銀座鳩居堂、西武池袋本店等が映る。後半、西田冴子（竹下）と沖退介（勝野洋）が小さな駅舎の椅子に腰かけるのは国鉄夕張線東追分駅（現：石勝線東追分信号場）が使用された。当時の駅は現在の敷地とは若干離れた位置であった。
30分頃、木所（岡田裕介）が恋人・高松夕子（新井春美）のアパートを訪れた際、夜は階段に置いてあったポインセチアの鉢植えが朝全てなくなっているのは何か意図があるのは分からない。

### 音楽
音楽は佐藤勝が担当した。佐藤は岡本映画の常連であったが、本作品ではそれまで用いていなかったシンセサイザーを導入し、インドの打楽器であるタブラも用いてミステリアスな雰囲気を演出した。
劇中のロックバンド「ヒューマノイド」が歌う主題歌「ブルークリスマス」も佐藤が作曲した。Charが歌唱を務めた同曲はヒットしたが、佐藤は急遽制作が決まったためにイメージがわかず、うまくいかなかったと述懐している。

## 興行
5月『風林火山』（再映）、6月『お吟さま』、8月『火の鳥』、9月『聖職の碑』とともに、この年5本の東宝一本立て興行の1本。『火の鳥』『聖職の碑』『ブルークリスマス』と秋はオール一本立て興行を続けた。『聖職の碑』は7週間ロングランを予定していたが、"聖職の足踏み"と陰口を叩かれる絶不振で4週間で打ち切り、『聖職の碑』と『ブルークリスマス』の間には急遽、黒澤明作品三本立てが組まれた。

## 評価
- 興行的には不振に終わり、キネマ旬報ベスト・テンでも26位と評価も低かった。倉本自身も『映画宝庫』[要文献特定詳細情報]の石上三登志との対談で出来栄えに強い不満をもらしている[注釈 6]。不評の多くは、為政者たちが青い血の人々を恐れて虐殺に走る理由が説明不足というものだが、今日ではむしろそのあたりの省略の不気味さが再評価されている。
- 批評家たちの評価が芳しくない中、都筑道夫、星新一、田中小実昌ら大物作家は当時から支持を公言している。星はエッセイ中で「名作」という言葉を冠し、田中は同年の日本映画1位に推した。都筑も弱点を指摘しつつ全体として高く評価し、小さな点では劇中の「ユーエフオー」という発音[注釈 7]を褒めている。鏡明は『キネマ旬報』[要文献特定詳細情報]に長文の批評を寄せ、細部の甘さを多く批判したが意欲作であることは認めた。
- アメリカ大統領役については、倉本も石上も対談で不満を述べている。

## その他
- アニメ『新世紀エヴァンゲリオン』で、使徒の波長パターンとして表示される「BLOOD TYPE: BLUE」は、本作品の英語題名からの引用である。